# Noli me tangere (Roman)

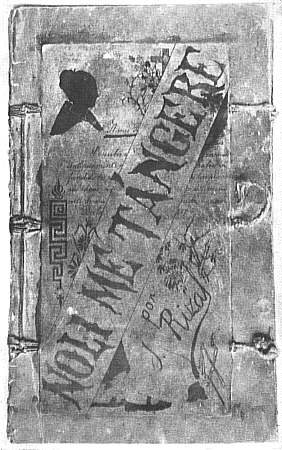
Buchdeckel der Originalausgabe von Noli me tángere

Noli me tangere (Rühre mich nicht an) ist ein 1887 erschienener Roman von José Rizal, dem Nationalhelden der Philippinen, geschrieben während der Spanischen Kolonialzeit, um die Ungerechtigkeiten der katholischen Priester und der herrschenden Regierung aufzudecken.
Zwei Charaktere des Romans wurden zu Klassikern in der philippinischen Kultur: die liebevolle und unerschütterlich treue Maria Clara sowie ihr leiblicher Vater Dámaso, Mitglied des spanischen Klerus.
Die in Berlin gedruckte Originalfassung ist auf Spanisch verfasst, da der Roman in Spanien gelesen werden sollte. Auf den Philippinen wird das Buch heute jedoch meist auf Filipino oder Englisch veröffentlicht und gelesen. Zusammen mit seiner Fortsetzung, El Filibusterismo (Der Aufruhr), ist die Lektüre von Noli me tangere für High-School-Schüler auf dem gesamten Archipel Pflicht.

## Entstehungssituation
José Rizal, ein philippinischer Nationalist und Arzt, entwickelte die Idee, einen Roman zu schreiben, der die Übel der philippinischen Gesellschaft offenlegen sollte, nachdem er Onkel Toms Hütte von Harriet Beecher Stowe gelesen hatte. Er hingegen wollte in seinem künftigen Roman ausdrücken, wie rückständig, unfortschrittlich, ungebildet und nicht förderlich für die Ideale der Aufklärung die Zustände auf den Philippinen seien. Zum damaligen Zeitpunkt war er Medizinstudent an der Universidad Central de Madrid.
Bei einem Treffen von Filipinos im Haus seines Freundes Pedro A. Paterno in Madrid am 2. Januar 1884, schlug Rizal vor, einen Roman über die Philippinen, geschrieben von einer Gruppe Filipinos, zu verfassen. Seinem Vorschlag wurde auf der Feier einstimmig von den Anwesenden zugestimmt. Allerdings kam dieses Projekt nicht zustande. Diejenigen, die sich bereiterklärt hatten, Rizal bei dem Roman zu helfen, hatten nichts geschrieben. Anfangs war geplant, dass der Roman alle Phasen des philippinischen Lebens abdecken und beschreiben sollte, jedoch wollten die meisten über Frauen schreiben. Rizal beobachtete sogar, wie seine Gefährten sich eher dem Glücksspiel und Flirten mit spanischen Frauen widmeten. Aus diesem Grund verwarf er den Plan, zusammen mit Mitautoren zu schreiben und entschied sich, den Roman alleine aufzusetzen.
Der lateinische Titel „Noli me tangere“ (Rühre mich nicht an) bezieht sich auf das Johannesevangelium. Was Rizal hier „anrührte“ waren Dinge, die zu jenem Zeitpunkt so heikel waren, dass niemand darüber sprach. An einen Freund schrieb er:

„Ich aber habe es unternommen, das zu tun, was niemand tun wollte. Ich wollte auf die Verleumdungen antworten, die so viele Jahrhunderte hindurch auf uns und unser Land gehäuft worden sind. […] Die Ereignisse, die ich erzähle, sind sämtlich geschehen, ihre Schilderung entspricht der Wahrheit.“

## Handlung

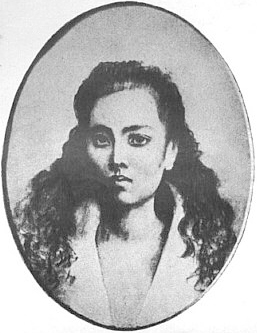
Bleistiftzeichnung von José Rizal, Leonor Rivera–Kipping darstellend. Sie war das Vorbild der Romanfigur María Clara.

Nach Abschluss seines Studiums in Europa kehrt der junge Juan Crisóstomo Ibarra y Magsalin nach sieben Jahren wieder zurück auf die Philippinen. Am Tag seiner Ankunft in Manila veranstaltet Don Santiago de los Santos „Capitán Tiago“, ein Freund der Familie, ihm zu Ehren eine Willkommensfeier, an der Ordensgeistliche und andere bedeutende Persönlichkeiten teilnehmen. Einer der Gäste, Bruder Fray Dámaso Vardolagas, ehemaliger Pfarrer von Ibarras Heimatdorf San Diego, würdigt ihn herab und verleumdet ihn.
Nachdem Ibarra die Feier verlassen hat, offenbart ihm Teniente Guevara, ein Offizier der Guardia Civil, die Geschehnisse, die dem Todesfall seines Vaters Don Rafael Ibarra, ein reicher Hacendero der Stadt, vorangegangen waren. Laut Guevara wurde Don Rafael zu Unrecht beschuldigt, ein Ketzer und darüber hinaus ein Flibustier (Umstürzler) zu sein. Diesen Vorwurf hatte Dámaso erhoben, da Don Rafael nicht zur Beichte ging. Außerdem wurde Dámasos Feindseligkeit gegenüber Ibarras Vater durch ein weiteres Ereignis verstärkt, bei dem Don Rafael in einen Kampf zwischen einem Steuereinzieher und einem Kind eingeschritten war, und er später für den Tod des ersteren beschuldigt wurde, obwohl dieser Vorfall unbeabsichtigt war. Nach seiner Verhaftung erhoben plötzlich heimliche Feinde weitere Beschwerden. Als die Angelegenheit dann aber fast geklärt war, starb er noch im Gefängnis an den Folgen einer Erkrankung. Nachdem er auf dem örtlichen Friedhof bereits beigesetzt worden war, ordnete Dámaso an, seine sterblichen Überreste von dort wieder zu entfernen.
Am nächsten Tag besucht Ibarra seine Verlobte Maria Clara, die reizende Tochter von Capitán Tiago und wohlhabende Bewohnerin des Stadtteils Binondo. Bei dieser Begegnung zeigt sich ihre langjährige Liebe deutlich, und Maria Clara muss noch einmal den Abschiedsbrief vorlesen, den ihr ihr Geliebter geschrieben hatte, bevor er nach Europa ging.
Nach einem Besuch in seinem Heimatdorf San Diego und Konfrontation mit der Geschichte um den Tod seines Vaters denkt Ibarra nicht an Rache, sondern folgt dessen Plan und möchte eine Schule eröffnen, da dieser der Meinung gewesen war, dass Bildung den Weg für den Fortschritt seines Landes bereiten werde. Während der Grundsteinweihe der Schule wäre Ibarra getötet worden, hätte der mysteriöse Elías ihn nicht zuvor vor dem Mordkomplott gewarnt. Stattdessen stirbt bei dem Ereignis der Attentäter durch einen unglücklichen Zwischenfall.
Nach der Einweihung veranstaltet Ibarra ein Mittagessen, bei dem Dámaso verspätet hereinplatzt. Er beleidigt Ibarra, welcher aber die Frechheit des Pfarrers ignoriert. Doch als ihn die Erinnerung an seinen verstorbenen Vater einholt, verliert er die Beherrschung und stürzt sich auf Dámaso, bereit, ihn für seine Unverschämtheit abzustechen. Folglich exkommuniziert Dámaso ihn und nutzt diese Gelegenheit, um den bereits zögerlichen Tiago zu überzeugen, seiner Tochter zu verbieten, Ibarra zu heiraten. Dámaso wollte nämlich, dass Maria Clara den erst kürzlich aus Spanien hergezogenen Linares heiratet. Mit Hilfe des Generalgouverneurs wird Ibarras Exkommunikation aber aufgehoben und der Erzbischof beschließt, ihn wieder als Mitglied in die Kirche aufzunehmen.
In San Diego entsteht bald ein Aufruhr durch Tulisanes (Banditen) und die spanischen Beamten und Brüder machen Ibarra dafür verantwortlich. So wird er festgenommen und inhaftiert. Infolgedessen wird er von Dorfbewohnern, die vor Kurzem noch seine Freunde geworden waren, verachtet.
In der Zwischenzeit findet im Haus von Capitán Tiago eine Feier statt, um die bevorstehende Hochzeit von Maria Clara und Linares bekanntzugeben. Mit der Hilfe von Elías war Ibarra aus dem Gefängnis ausgebrochen. Zu Beginn seiner Flucht sucht er Maria Clara am Abend der Feier auf und wirft ihr Verrat vor, da er denkt, sie habe dem Staatsanwalt in seinem Anklageprozess einen vertraulichen Brief gegeben, den er ihr geschrieben hatte. Maria Clara erklärt, dass sie sich niemals gegen ihn verschwören würde, aber dass sie gezwungen wurde, den Brief Pater Salví auszuhändigen, um im Tausch wichtige Briefe zu erhalten, die ihre Mutter noch vor ihrer Geburt geschrieben hatte.
Maria Clara wird, in der Annahme, Ibarra sei auf der Flucht in einer Schießerei ums Leben gekommen, von starker Trauer erfüllt. Der Hoffnung beraubt und stark desillusioniert, bittet sie Dámaso, als Nonne in ein Kloster gehen zu dürfen. Dieser stimmt ihr widerwillig zu, als sie droht, sich das Leben zu nehmen mit der Forderung „das Kloster oder der Tod!“. Ohne, dass sie es weiß, ist Ibarra noch am Leben und konnte entkommen. Es war Elías, der die Schüsse abgefangen hatte.
Es ist Heiligabend, als Elías schwer verletzt im Wald jenen Ort erreicht, an dem er Ibarra treffen wollte, wie er ihm beim Auseinandergehen auf der Flucht erklärt hatte. Stattdessen findet er den Messdiener Basilio vor, der seine bereits tote Mutter Sisa in den Armen hält. Sie hatte den Verstand verloren, als sie erfuhr, dass ihre beiden Söhne, Crispín und Basilio, vom Ersten Sakristan aus dem Kloster gejagt wurden auf den Verdacht, sie hätten dort Geld gestohlen.
Elías, davon überzeugt, dass er bald sterben werde, weist Basilio an, einen Scheiterhaufen zu errichten und dort Sisas und seine Leiche zu verbrennen. Er erklärt Basilio, er solle später an dieser Stelle graben, da er hier Geld finden werde. In seinem letzten Atemzug flüstert er die Aufforderung, weiter von der Freiheit für sein Vaterland zu träumen, mit den Worten:

„Ich sterbe, ohne das Morgenrot über meinem Vaterland leuchten zu sehen…! Ihr, die ihr es sehen werdet, heißt es willkommen… Vergesst nicht die, die in der Finsternis fielen!“

Daraufhin stirbt Elías.
Im Epilog wird erläutert, dass Tiago opiumsüchtig wurde und dass er in Binondo oft im Opiumhaus gesehen wurde. Maria Clara war in das Kloster eingetreten. Eines stürmischen Abends sah man eine wunderschöne, verrückte Frau auf dem Dachfirst des Klosters klagen und den Himmel verfluchen für das Schicksal, das er ihr gegeben hatte. Auch wenn nie geklärt wurde, wer die Frau war, nahm man an, es habe sich um Maria Clara gehandelt.

## Veröffentlichungsgeschichte
Rizal stellte den Roman im Dezember 1886 fertig. Gemäß einem von Rizals Biografen befürchtete er anfangs, der Roman werde vielleicht nicht gedruckt und daher nie gelesen werden. Finanzielle Probleme in der Zeit machten es ihm schwer, seinen Plan bis zum Druck des Romans zu verfolgen. Ein Freund namens Máximo Viola brachte ihm dann die nötige finanzielle Unterstützung und half ihm, das Buch in Berlin bei der Berliner Buchdruckerei-Actiengesellschaft drucken zu können. Anfangs zögerte Rizal, das Angebot anzunehmen, aber da Viola darauf bestand, gelang es ihm, Rizal PHP 300 für eine Auflage von 2000 Exemplaren zu leihen. Noli me tangere ging schließlich in Druck und wurde offenbar früher als in der geschätzten Zeit von fünf Monaten fertiggestellt, da Viola im Dezember 1886 nach Berlin gekommen war und Rizal bereits am 21. März 1887 ein Exemplar des Romans an seinen Freund Blumentritt schickte.
Die erste deutsche Übersetzung des Romans entstand auf Initiative der Deutschen Botschaft in Manila. Übersetzt wurde er von Annemarie del Cueto-Mörth, welcher die Ausgabe des Instituto Nacional de Historia, Manila 1978, vorlag. Sie wurde zum 100-jährigen Jubiläum der Originalausgabe 1987 im Insel Verlag veröffentlicht.

## Reaktionen und Erbe
Der Roman und auch seine Fortsetzung, El Filibusterismo (Der Aufruhr), wurden in einigen Teilen der Philippinen, wegen ihrer Darstellung von Korruption und Amtsmissbrauch von der spanischen Regierung und den Klerus des Landes, verboten. Dennoch wurden Exemplare eingeschmuggelt, und als Rizal nach seinem Europaaufenthalt auf die Philippinen zurückkehrte, geriet er schnell in Konflikt mit der politischen Gemeinde. Nur wenige Tage nach seiner Ankunft, rief ihn der damalige Generalgouverneur Emilio Terrero zu sich in den Malacañang-Palast und konfrontierte ihn mit dem Vorwurf, Noli me tangere enthalte subversive Aussagen.
Eine Diskussion konnte den Generalgouverneur zwar beschwichtigen, trotzdem war er nicht in der Lage, dem Druck der Kirche gegen das Buch Widerstand zu leisten. Die politische Verfolgung zeigt sich in einem Brief, den Rizal nach Leitmeritz schickte (Übersetzung aus dem Englischen):

„Mein Buch sorgte für eine Menge Wirbel; überall werde ich danach gefragt. Sie wollten mich dafür mit dem Kirchenbann belegen [mich exkommunizieren] […] Man sieht mich als deutschen Spion an, als ein Agent Bismarcks, sie sagen, ich sei Protestant, ein Freimaurer, ein Hexer, eine verdammte Seele und böse. Es wird getuschelt, ich würde Pläne schmieden, dass ich einen ausländischen Pass besitze und dass ich des Nachts durch die Straßen streife […]“

Rizal wurde nach Dapitan verbannt und später wegen „Anstiftung zur Rebellion“, weitgehend auf Grundlage seiner Schriften, festgenommen. Zum Tode verurteilt, wurde er am 30. Dezember 1896 in Manila im Alter von 35 Jahren erschossen.
Rizal beschrieb Nationalität durch Hervorheben der Qualitäten der Filipinos: die Hingabe einer Filipina und ihr Einfluss auf das Leben eines Mannes, das tiefe Gefühl der Dankbarkeit, und der gesunde Menschenverstand der Filipinos unter dem spanischen Regime.
Sein Schaffen hat eine einheitliche Filipino-Nationalidentität und ein -bewusstsein maßgeblich mitbegründet, wo sich viele Einheimische zuvor nur mit ihrer jeweiligen Region identifizierten. Es parodierte, karikierte und deckte verschiedene Elemente der Kolonialgesellschaft auf. Zwei Charaktere wurden ganz besonders zu Klassikern in der philippinischen Kultur: Maria Clara, die zur Personifizierung der idealen philippinischen Frau wurde, liebevoll und unerschütterlich in ihrer Treue zu ihrem Ehemann; und der Pfarrer Bruder Dámaso, der die heimliche Zeugung unehelicher Kinder durch Mitglieder des spanischen Klerus widerspiegelt.
Das Buch beeinflusste indirekt die Revolution, die für die Loslösung der Philippinen von Spanien kämpfte, auch wenn der Autor eigentlich eine direkte Vertretung in der spanischen Regierung und eine größere Rolle für die Philippinen innerhalb der politischen Angelegenheiten Spaniens befürwortete. Im Jahr 1956 verabschiedete der Kongress der Philippinen den Republic Act 1425, besser bekannt als das Rizal-Gesetz, das alle Schulformen der Philippinen dazu verpflichtet, den Roman als Teil des Lehrplans zu behandeln. Noli me tangere wird im dritten Jahr der High School unterrichtet und die Fortsetzung El Filibusterismo im vierten Jahr. Die Romane sind eingebunden in die Lehre und die Prüfungen zur philippinischen Literatur.